# Typhlonectidae
Famille
Synonymes
- Typhlonectinae Taylor, 1968
- Potamotyphloidea Lescure, Renous & Gasc, 1986
- Potamotyphlidae Lescure, Renous & Gasc, 1986
- Potamotyphlinae Lescure, Renous & Gasc, 1986
- Pseudotyphlonectini Lescure, Renous & Gasc, 1986

Les Typhlonectidae sont une famille de gymnophiones. Elle a été créée par Edward Harrison Taylor en 1968.

## Répartition
Les espèces de cette famille se rencontrent en Amérique du Sud.

## Liste des genres
Selon Amphibian Species of the World (11 février 2014) :
- Atretochoana Nussbaum & Wilkinson, 1995
- Chthonerpeton Peters, 1880
- Nectocaecilia Taylor, 1968
- Potamotyphlus Taylor, 1968
- Typhlonectes Peters, 1880

## Taxinomie
Considérée par le passé comme une sous-famille des Caeciliidae, elle a été élevée au rang de famille par Wilkinson, San Mauro, Sherratt et Gower en 2011

## Publication originale
- Taylor, 1968 : The Caecilians of the World: A Taxonomic Review. Lawrence, University of Kansas Press.